# Emmanuelle Chriqui
Emmanuelle Sophie Anne Chriqui [pronúncia em inglês: [ɨˈmænjuːl ˈʃriːki]] (Montreal, 10 de dezembro de 1975) é uma atriz canadense de cinema e televisão.
Ela é talvez mais conhecida por seu papel no filme Zohan. Em maio de 2010, ela chegou ao topo das da lista das mulheres mais desejadas de 2010 do site AskMen.com.
Chriqui é filha de imigrantes judeus marroquinos. Sua mãe nasceu em Casablanca e seu pai, em Rabat. Também tem parentes em Israel. A sua família praticava o Judaísmo Ortodoxo na tradição sefardita.
Chriqui começou a atuar aos 10 anos em um comercial do McDonalds.
Foi indicada como Melhor Atriz a um prêmio exclusivo de DVD por sua atuação em 100 Girls, junto com Lance Bass. Em 2010, entrou para série da Showtime, The Borgias como Sancha de Aragão. Ela também foi a voz de Cheetara na série animada ThunderCats em 2011.

## Filmografia
| ano  | Titulo                                   | personagem                 | Notas                                                       |
| ---- | ---------------------------------------- | -------------------------- | ----------------------------------------------------------- |
| 1995 | Harrison Bergeron                        | Jeannie                    | TV movie                                                    |
| 1995 | Forever Knight                           | Jude Deshnell              | TV series; "The Black Buddha: Part 2" (Season 3, Episode 2) |
| 1995 | The Donor                                | Patty                      |                                                             |
| 1996 | Are You Afraid of the Dark?              | Amanda                     | TV series; "Tale of the Night Shift" (Season 5, Episode 11) |
| 1996 | A Champion's Fight                       | Cindy                      | TV movie                                                    |
| 1998 | Alien Abduction: Incident in Lake County | Renee Laurent              | TV movie                                                    |
| 1998 | Principal Takes a Holiday                | Roxane                     | TV movie                                                    |
| 1999 | Detroit Rock City                        | Barbara                    |                                                             |
| 2000 | Snow Day                                 | Claire Bonner              |                                                             |
| 2000 | Ricky 6                                  | Lee                        |                                                             |
| 2000 | 100 Girls                                | Patty                      |                                                             |
| 2001 | On the Line                              | Abbey                      |                                                             |
| 2003 | Wrong Turn                               | Carly                      |                                                             |
| 2003 | Rick                                     | Duke's Long-Suffering Wife |                                                             |
| 2005 | The O.C.                                 | Jodie                      | TV series; 2 episodes                                       |
| 2005 | Candy Paint                              | Angela Martinez            |                                                             |
| 2005 | Unscripted                               | Emmanuelle                 | TV series; 3 episodes                                       |
| 2005 | Waiting...                               | Tyla                       |                                                             |
| 2005 | The Crow: Wicked Prayer                  | Lilly                      |                                                             |
| 2005 | Entourage                                | Sloan McQuewick            | TV series; Recurring character; 26 episodes; 2005–2011      |
| 2005 | National Lampoon's Adam & Eve            | Eve                        |                                                             |
| 2005 | In the Mix                               | Dolly                      |                                                             |
| 2006 | Waltzing Anna                            | Nurse Jill                 |                                                             |
| 2007 | After Sex                                | Jordy                      |                                                             |
| 2008 | August                                   | Morela Sterling            |                                                             |
| 2008 | You Don't Mess with the Zohan            | Dahlia                     |                                                             |
| 2008 | Tortured                                 | Becky                      |                                                             |
| 2008 | Cadillac Records                         | Revetta Chess              |                                                             |
| 2009 | Women in Trouble                         | Bambi                      |                                                             |
| 2009 | Taking Chances                           | Lucy                       |                                                             |
| 2009 | Saint John of Las Vegas                  | Tasty D Lite               |                                                             |
| 2010 | 13                                       | Aileen                     | Completed                                                   |
| 2010 | Elektra Luxx                             | Bambi                      | Completed                                                   |
| 2010 | Call of Duty: Black Ops                  | Numbers                    | Video game voice-over                                       |
| 2011 | Science Ninja Team Gatchaman             |                            | Post-production                                             |
| 2011 | Girl Walks Into a Bar                    | Teresa                     |                                                             |
| 2011 | 5 Days of War                            | Tatia                      |                                                             |
| 2011 | The Borgias                              | Sancha de Aragão           |                                                             |
| 2011 | Thundercats                              | Cheetara                   | TV series,                                                  |
| 2011 | Kick Buttowski: Suburban Daredevil       | Kelly                      | episode "Love Stinks"                                       |
| 2012 | Tron: Uprising                           | Page                       | TV series, upcoming                                         |
| 2014 | Men at Work                              | Sasha                      | episódio "I Take Thee, Gibbs"                               |